# Премијер Египта
Премијер Египта (арап. رئيس الوزراء المصرى, رئيس الحكومة‎) је шеф владе у Египту.
Крајем 1970-их, у Египту је било неколико кохабитационих влада које су се показале нестабилним, због ривалства међу предсједником и премијером. Од 1981. до 2011. парламентарну већину у Народној скупштини увијек је имала Национална демократска партија.